# Благов, Василий Вячеславович
Василий Вячеславович Благов (29 октября 1954 года, Москва, СССР — 9 мая 2019 года) — советский фигурист, чемпион СССР 1971/1972 года, участник чемпионатов Европы 1972 и 1973 годов, чемпионата мира 1972 года, Олимпийских игр 1972 года в парном катании. Мастер спорта СССР международного класса. По окончании спортивной карьеры тренер по фигурному катанию.

## Биография
Выступал вместе с Ириной Черняевой, затем с Натальей Донгаузер. Тренировался у Татьяны Тарасовой, Станиславы Ляссотович, Лидии Горлинской. Окончил в 1975 году ГЦОЛИФК.
По окончании спортивной карьеры Василий Благов несколько лет проработал в Московском балете на льду, где его партнершей одно время была Марина Черкасова. В последнее время Василий Вячеславович работал старшим тренером в СДЮШОР № 85 "Синяя птица".

## Спортивные достижения
(с Ириной Черняевой)
| Соревнования/Сезоны | 1972 | 1973 |
| ------------------- | ---- | ---- |
| Зимние Олимпиады    | 6    |      |
| Чемпионаты мира     | 6    | 7    |
| Чемпионаты Европы   | 6    | 5    |
| Чемпионаты СССР     | 1    | 2    |

(с Натальей Донгаузер)
| Соревнования/Сезоны              | 1973/74 |
| -------------------------------- | ------- |
| Чемпионаты СССР                  | 4       |
| Приз газеты «Московский новости» | 2       |